# موبی (سرویس استریم)
موبی (انگلیسی: MUBI‎، ‎/ˈmuːbi/‎) یک پلتفرم جهانی رسانه جاری، شرکت تولید فیلم و توزیع‌کننده فیلم است. این شرکت تا پیش از سال ۲۰۱۰ با نام the Auteurs شناخته می‌شد. موبی فیلم‌هایی از فیلم‌سازان نوظهور و مطرح جهان را تولید و به صورت سینمایی اکران می‌کند و سپس به‌طور انحصاری از طریق پلتفرم خود پخش می‌کند. فهرست فیلم‌های موبی عمدتاً شامل آثار سینمای جهان، از جمله فیلم‌های هنری، مستند و مستقل است. علاوه بر این، موبی نشریه‌ای با عنوان نوت‌بوک منتشر می‌کند که به نقد و خبرهای سینمایی اختصاص دارد و همچنین از طریق سرویس موبی گو (MUBI GO) هر هفته بلیت سینما برای برخی فیلم‌های جدید منتخب ارائه می‌دهد.
پلتفرم استریم موبی در بیش از ۱۹۰ کشور در دسترس است و از طریق وب، اندروید تی‌وی، کروم‌کست، دستگاه‌های روکو، اپل ویژن پرو، پلی‌استیشن، آمازون فایر تی‌وی، اپل تی‌وی، و تلویزیون‌های هوشمند ال‌جی و سامسونگ، همچنین روی گوشی‌ها و تبلت‌های آیفون، آی‌پد و اندروید قابل استفاده است.